# 春だドリフだ全員集合!!
『春だドリフだ全員集合!!』（はるだドリフだぜんいんしゅうごう!!）は、1971年に製作・公開されたザ・ドリフターズの「全員集合シリーズ」及び松竹ドリフ映画第8作。
シリーズで初めて「歌手」がゲスト出演した作品で、本作では小柳ルミ子とゴールデン・ハーフが出演する。
同時上映は『男はつらいよ 寅次郎恋歌』で、以後のシリーズ作品は全て『寅さんシリーズ』が同時上映となる。

## ストーリー
万年二ツ目の売れない落語家・なまずや源五郎は、伊賀上野城下で興業を仕切る中本竜三（石山健二郎）に小柳ルミ子と契約をとってくることを命じられてしまう。
源五郎は上京し契約を取りに行くも、断られてしまう。契約を諦めた源五郎は、師匠（6代目三遊亭圓生）に「いかり亭長楽」の名を貰い、さらに居酒屋で会った加藤ヒデオに無理やり「茶楽」という芸名を付けて入門させ、幼馴染・高木風太の家の2階に居を構えて再出発しようとする。しかし長楽と茶楽は隣に住んでいるヤクザ者・荒川忠次の2人の妹、文子（長山藍子）、エリ子（新藤恵美）にそれぞれ惚れてしまい一向に芸は上達しない。
そんな中、家賃の滞納に業を煮やした風太の妻は、2階の半分を学生・中本工作に貸してしまう。この工作こそ、契約金を持って逃亡した長楽を探し回っている竜三の息子だった。そしてついに竜三が「東日本憂国同志会」に招かれた関係で、長楽たちの住むアパートにやって来る。なんとか隠れとおした長楽だが、文子が政治家の2号にされそうになっていることを知り、5人で舞妓に変装して「東日本憂国同志会」の宴席へ乗り込んでいくのだった...

## スタッフ
- 監督：渡邊祐介
- 脚本：田坂啓、渡邊祐介
- 製作：沢村国男、井沢健
- 撮影：荒野諒一
- 音楽：木下忠司
- 編集：寺田昭光
- 助監督：白木慶二

## キャスト
- いかり亭長楽（なまず屋源五郎）：いかりや長介
- いかり亭茶楽（加藤ヒデオ）：加藤茶
- 高木風太：高木ブー
- 中本工作：仲本工事
- 荒川忠次：荒井注
- 荒川文子：長山藍子
- 荒川エリ子：新藤恵美
- 中本竜三：石山健二郎
- 若親分：森次浩司
- ぽん太：早瀬久美
- 円八：左とん平
- テツ子：春川ますみ
- 三隅：藤村有弘
- 曽根：天本英世
- 長谷川：永田晴
- 俊輔：佐山俊二
- 師匠：中村是好
- 映画監督：関敬六
- 役者：新井麻夕美、金子亜子、園田健二
- 上川：東八郎
- 飲み屋の女将：星清子
- 豊塚：鳥塚しげき
- 司会者：ありま双兵
- ：東光生
- 竜三の子分：小田草之助、須賀良
- 宴席の男：今井健太郎、渡辺紀行、土紀洋児、国分秋恵、高杉和宏、高木信夫
- 演芸場支配人：大杉侃二郎
- 観客：小森英明、木村賢治
- 長谷川の部下：高畑喜三、城戸卓、本橋敏和、中川秀人、江藤孝、颯和志
- もぎり：秩父晴子
- 長楽の師匠：三遊亭圓生
- 大真打の師匠：5代目柳家小さん
- 健チャン：萩原健一
- 小柳ルミ子：小柳ルミ子
- ゴールデン・ハーフ：ゴールデン・ハーフ
- 落語家：入船亭扇橋 (9代目)
- 落語家：桂伸治 (2代目)
- 三味線方：橘つや

## 主題歌・挿入歌
主題歌「ドリフのツーレロ節」
変詞：渡邊祐介 / 歌：ザ・ドリフターズ
挿入歌「わたしの城下町」「お祭りの夜」
歌：小柳ルミ子

## エピソード
- 本作では三遊亭圓生や柳家小さんらが集まり真打昇進決定の会議をする場面があるが、これは7年後に両者の対立から起きる落語協会分裂騒動を予見させるものだった。しかし皮肉なことに、映画内で(評判の芳しくない）いかりやを真打に推薦したのは、実際の分裂騒動で「安易に真打を昇進させるべきでない」と落語協会を離脱することになる圓生であった。

## テレビ放送
| 放送日        | 放送時間（JST）   | 放送局              | 放送枠                      |                |
| ------------- | ----------------- | ------------------- | --------------------------- | -------------- |
| 1982年3月22日 | 月曜20:00 - 21:48 | テレビ朝日          | ゴールデンワイド劇場        |                |
| 2018年12月5日 | 水曜19:00 - 20:58 | 日本BS放送 （BS11） | 水曜シネマ 昭和喜劇シリーズ |                |
| 2019年2月20日 | 水曜19:00 - 20:58 | 日本BS放送 （BS11） | 水曜シネマ 昭和喜劇シリーズ | アンコール放送 |